# Navidad en México

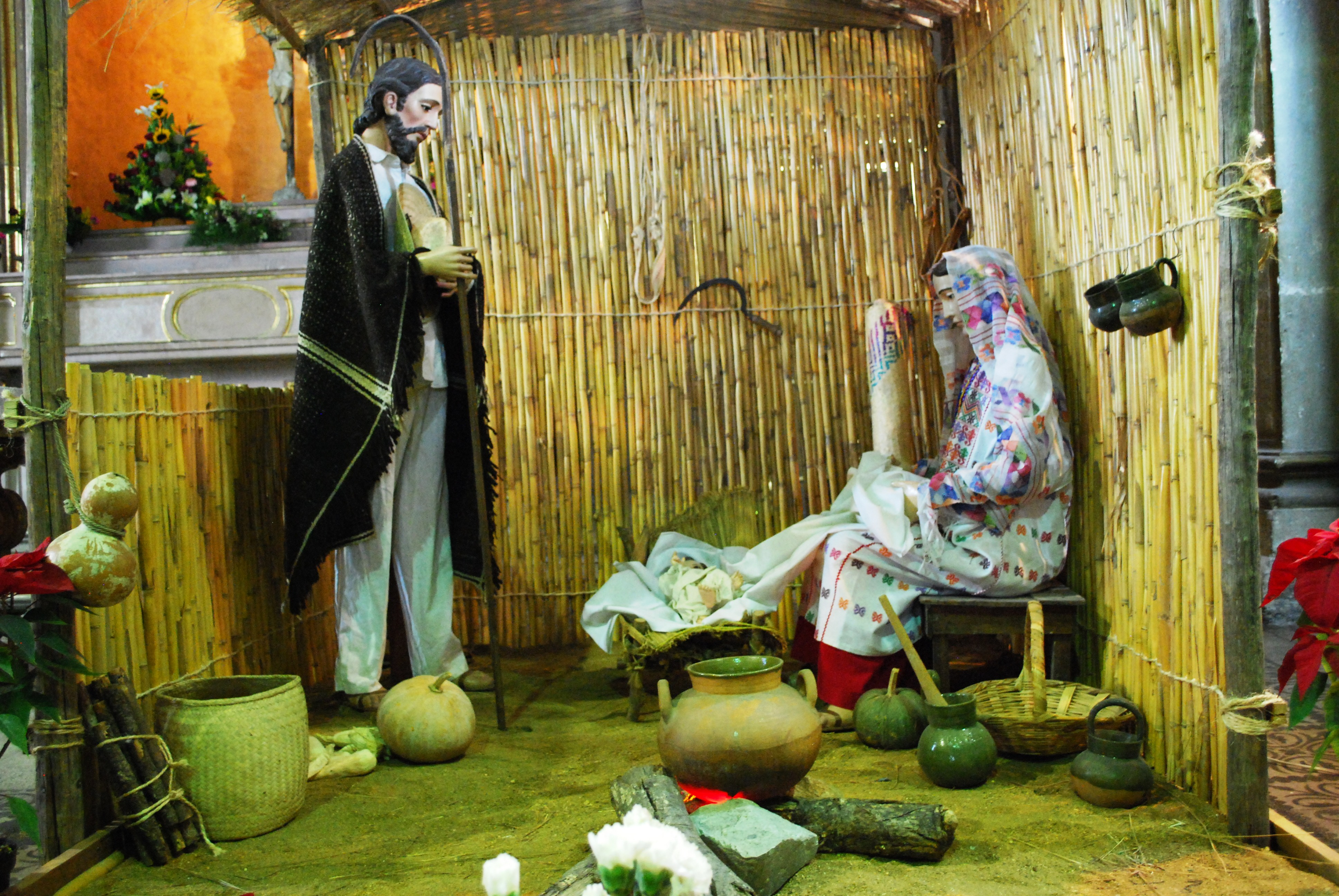
Parte de una escena nativa de la Iglesia de la Compañía de Jesús en la ciudad de Oaxaca. Jose y Maria están vestidos con ropas de Oaxacan.

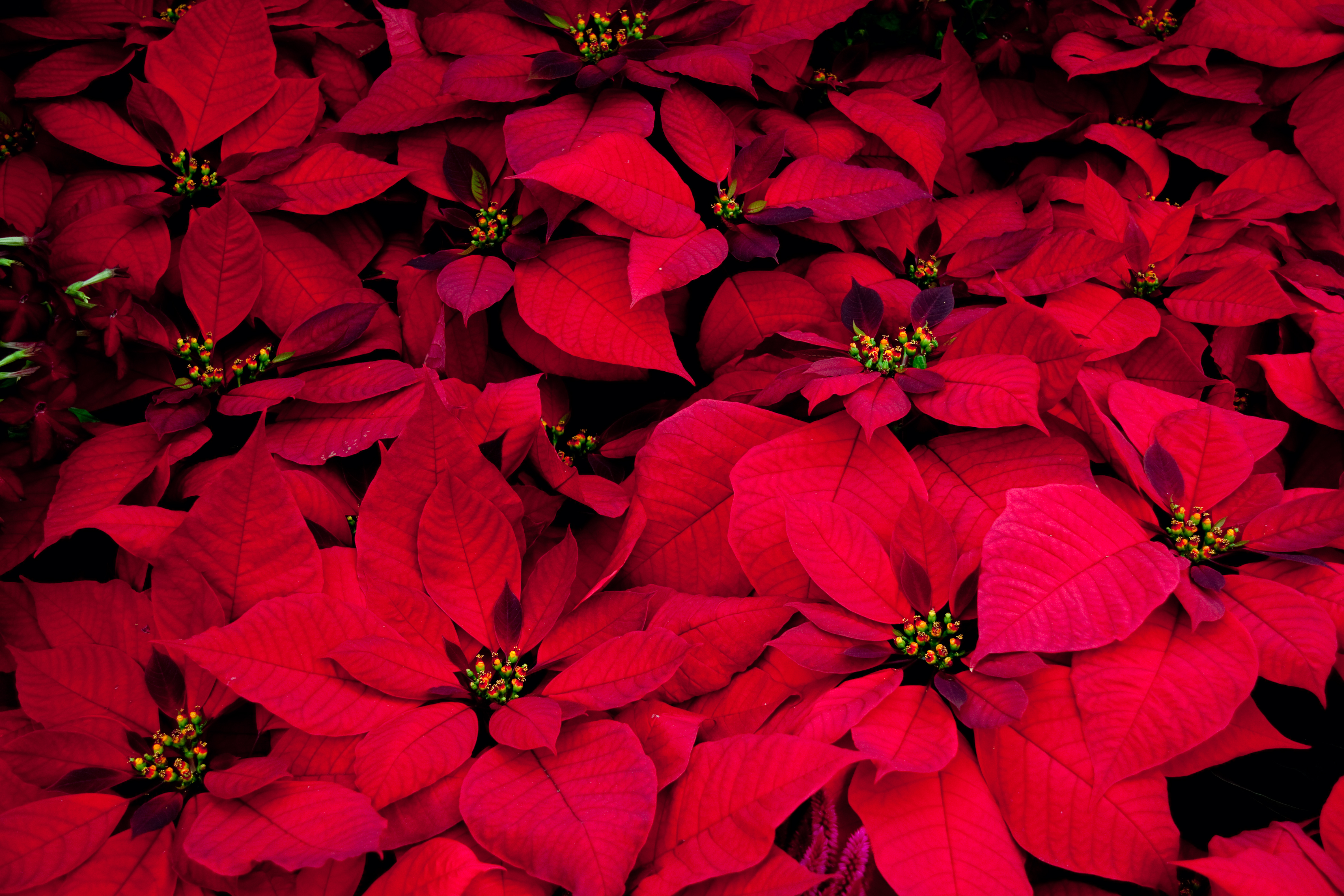
La Nochebuena (flores de Pascua) es nativa de México y es ampliamente utiliza en decoraciones durante la época navideña.

La Navidad en México se celebra desde el 12 de diciembre hasta al 6 de enero, con una celebración adicional el día 2 de febrero. Las decoraciones que se exhiben en estas fiestas incluye belenes, flores de Pascua y árboles de Navidad. Esta temporada empieza con celebraciones en honor a la Virgen de Guadalupe, la Patrona de México, seguido de otras costumbres como por ejemplo: Las Posadas, Pastorelas y otras costumbres regionales.
En Nochebuena, se realiza una misa y una fiesta. El 6 de enero se celebra la llegada de los 3 Reyes Magos  junto a la Fiesta de la Candelaria y se presenta una o varias imágenes del niño Jesús en las iglesias. Estas costumbres se fundaron a partir de influencias en el período prehispánico y el período colonial de México al tener incluido prácticas indígenas y españolas. También hay influencias procedentes de Alemania y de Estados Unidos. 

## Temporada navideña en México

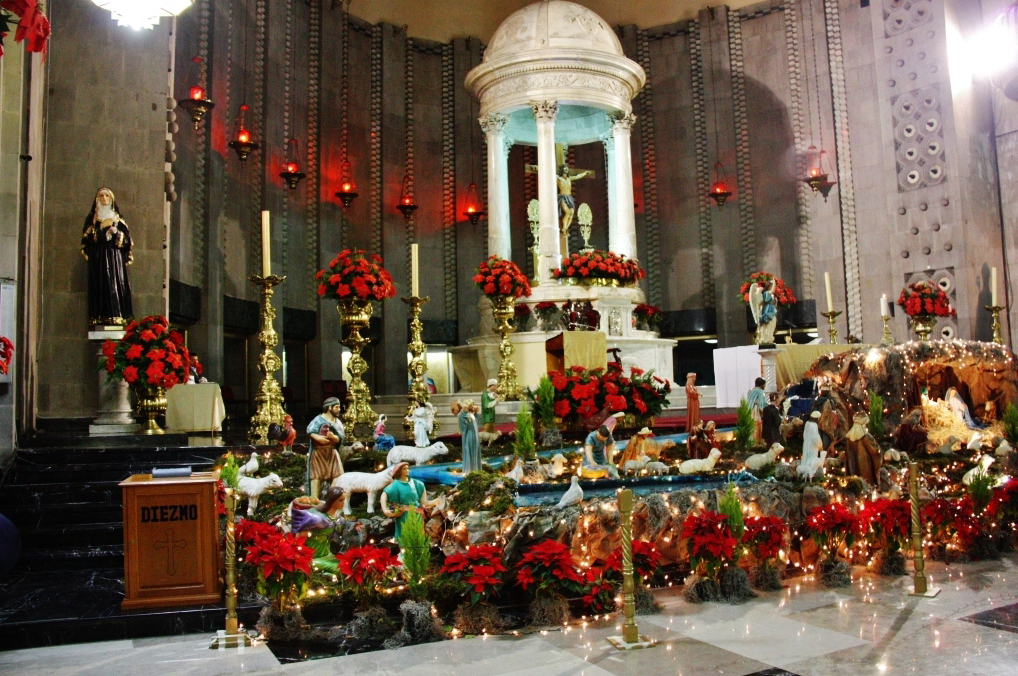
Altar de la Iglesia de San Agustín en Miguel Hidalgo, Ciudad de México, con decoraciones para Navidad

La temporada navideña en México inicia desde 12 de diciembre hasta el 6 de enero, junto a una celebración adicional el 2 de febrero. Las costumbres navideñas incluyen algunas prácticas de origen indígenas, costumbres españolas, interesantes inventos del período colonial y elementos provenientes de Estados Unidos y Alemania.
Las actividades en el mercado comienzan a finales de noviembre, abriendo los mercados tradicionales y los nuevos Tianguis (callejeros). Los puestos se dedican a la venta de regalos y decoraciones, incluidas las tradicionales flores de Pascua y belenes, al igual que árboles de Navidad, adornos, luces eléctricas y figuras de renos.
A partir de diciembre, las zonas residenciales, casas y edificios se decoran con flores de Pascua llamadas "Noche Buena" (de la frase en inglés que significa "good night" en referencia a la Víspera de Navidad). En el periodo prehispánico se le llamaban “Cuetlaxochitl”, y estos eran muy preciados durante el invierno. Las flores de Pascua eran apreciadas por los indígenas porque creían que eran un símbolo a los guerreros caídos para que cuando recibían una nueva vida, Ellos creían que estos guerreros regresaban como colibríes para beber el néctar de estas flores. Una leyenda moderna mexicana dice que la flor de Pascua fue una vez una planta que se convirtió milagrosamente en una hermosa flor para que un niño pudiera regalársela al niño Jesús. El nombre de esta planta también se utiliza para referirse a una cerveza de tono oscuro al estilo bock que sólo se encuentra en la temporada de Navidad.

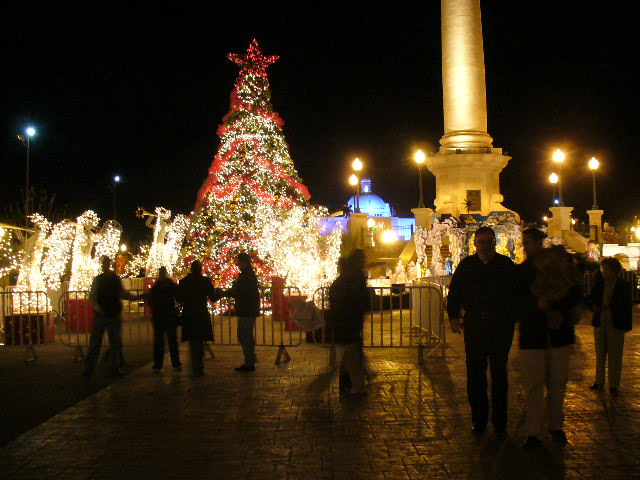
Luces y árbol de navidad en la plaza principal de la ciudad de Chihuahua.

Desde la segunda mitad del siglo XX, México ha adoptado varias tradiciones navideñas provenientes de Alemania y Estados Unidos. Originalmente los árboles de Navidad se importaron a México para la comunidad de inmigrante, pero desde entonces se han vuelto más populares para la población mexicana, y a menudo son colocados con pesebres más tradicionales. Los árboles de Navidad se han vuelto más comunes a medida que aumentan los ingresos de las familias y bajan los precios de venta de los árboles, y los árboles artificiales eran más accesibles en varias tiendas como Walmart, Costco y tiendas de cadena local mexicanas. Los árboles reales también son comunes y la producción de árboles de Navidad en México es una gran industria hoy en día. Las familias que no pueden permitirse tener árboles reales suelen buscar otras alternativas como árboles más pequeños, ramas o arbustos artificiales.
En 2009, México presentó el árbol de Navidad más grande del mundo, según el récord Guinness, con 110,35 metros (aproximadamente 362 pies) de altura y un asombroso peso de 330 toneladas en la Glorieta de la Palma en el Paseo de la Reforma. Un Papá Noel, vestido en su ropa roja tradicional de invierno. Antes del día de Navidad, no es extraño ver tiendas con Papá Noel. Los padres aprovechan esta oportunidad para tomar fotografías memorables de sus hijos. Después del día de Navidad, estas tiendas cuentan con uno o más "Reyes Magos".
Muchos niños reciben regalos de Papá Noel y/o los Reyes Magos, aunque suelen recibir más de los Reyes Magos porque "son tres". Estas celebraciones navideñas mezclan tradiciones tanto locales como extranjeras. La Ciudad de México patrocina una exhibición navideña en la plaza principal de la ciudad (o Zócalo ), terminando con un imponente árbol de Navidad y una pista de hielo. Se colocan belenes en el Paseo de la Reforma.
Durante la Navidad, es normal escuchar música navideña tradicional y contemporánea. La música tradicional incluye villancicos (por ejemplo algún Cuento de Navidad ) con canciones populares en Mexico como: "Los pastores a Belén"; "Riu, riu, chiu: El lobo rabioso"; y "Los peces en el río". La música contemporánea contiene versiones en español de música extranjera, como " Jingle Bells ".

## Natividad

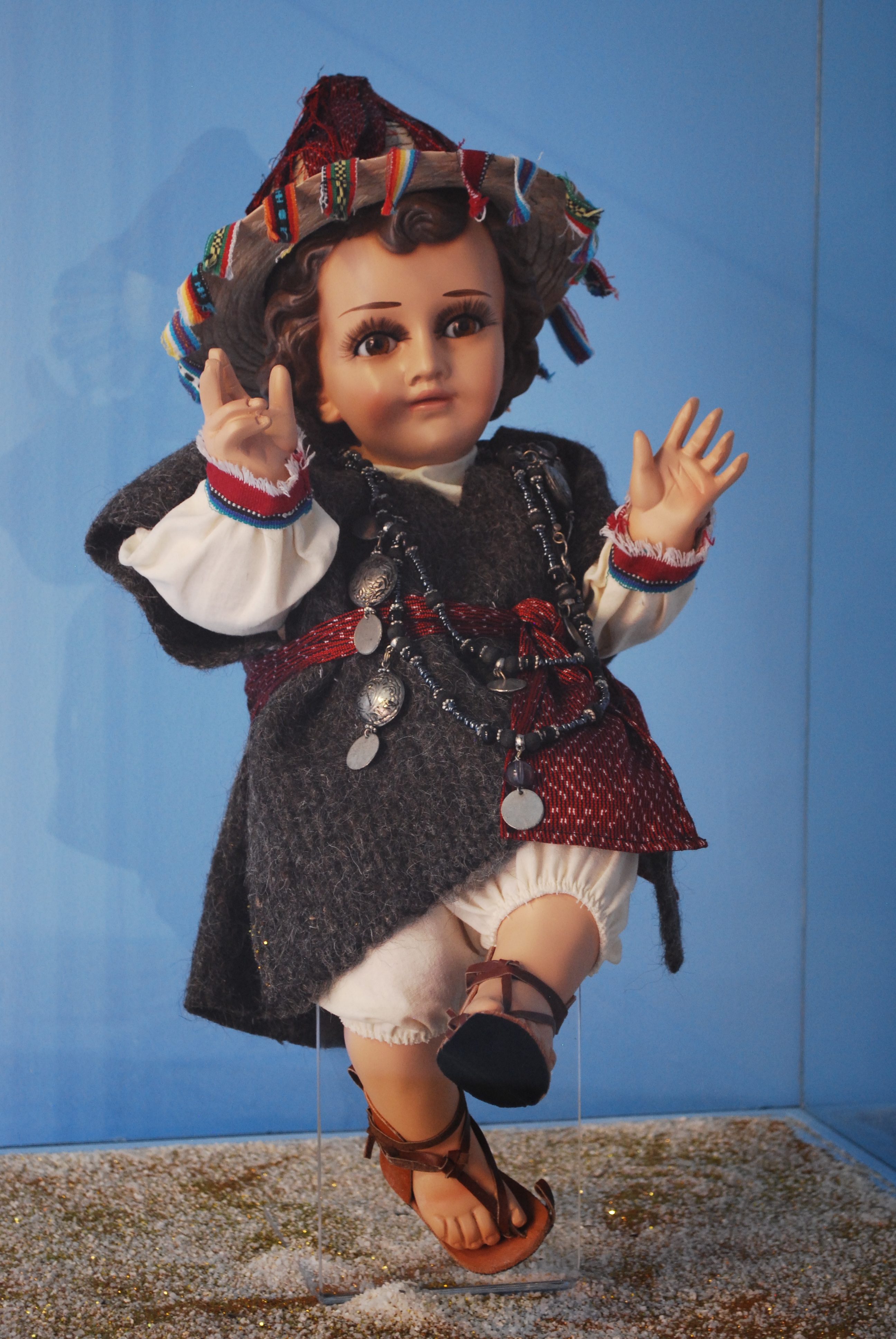
Niño Dios (Niño Jesús) vestido en traje de tsotsil

La decoración de Navidad más común e importante es el belén o pesebre en otros países. Generalmente se prepara antes del 12 de diciembre, se deja en exhibición hasta el 2 de febrero y se encuentra en hogares e iglesias. Los pesebres se introdujeron en México a inicios del período colonial, cuando los primeros monjes mexicanos enseñaron a los indígenas a tallar las figuras. Los arreglos básicos son similares en otras partes del mundo, con un enfoque en la Sagrada Familia, rodeada de ángeles, pastores y animales. Las figuras se resguardan en un portal que puede llegar a ser representada en una cueva, una casa de piedra o una cabaña. Encima del escenario hay una estrella, a menudo con decorado con luces led.
Desde el periodo colonial se introdujo un toque mexicano, comenzando con el uso de musgo español cubriendo la base. En la escenario faltara la figura del Niño Jesús hasta Nochebuena. Aunque las demás figuras son generalmente en proporción al resto del escenario la figura de Jesús es mucho más grande, casi como la de un bebé a tamaño normal. Esta figura no sólo es fundamental para el belén, sino que también es importante en una tradición la cual consiste en llevar la figura a la iglesia el día 2 de febrero para ser bendecida.

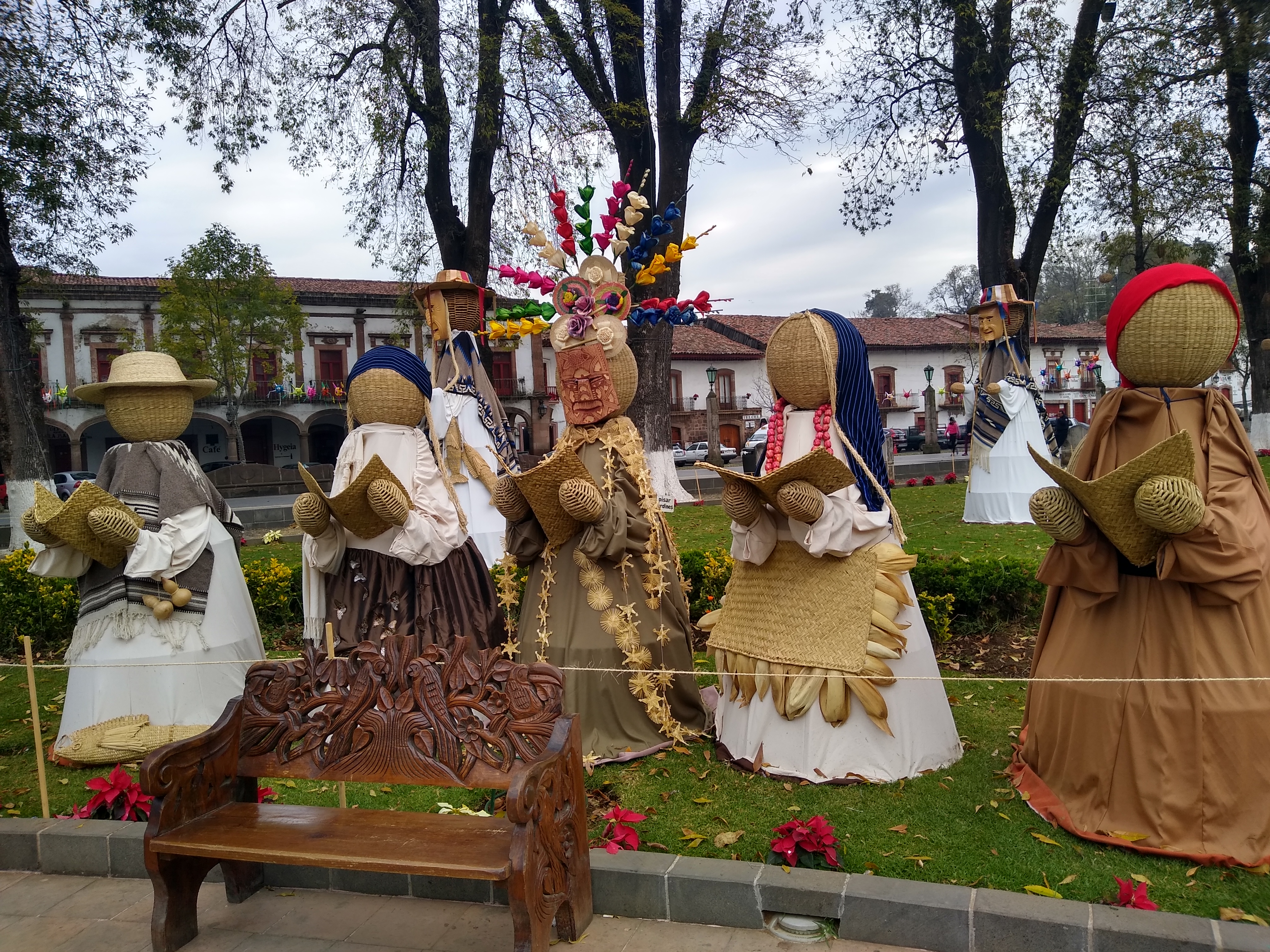
Parte de un belén monumental en la Plaza Vasco de Quiroga de Pátzcuaro, exhibiendo la artesanía tradicional de fibra vegetal de Michoacán.

Las figuras tradicionales están hechas de cerámica o yeso. Una de las zonas más tradicionales la cual esculpe de figuras de cerámica para pesebres se encuentra en la zona de Guadalajara, específicamente en los pueblos como de Tonalá y Tlaquepaque. Desde fines de noviembre hasta diciembre, el mercado de Tonalá se encuentran decenas de puestos que venden nada más que mercancía para belenes. Además de las figuras comúnmente vistas, los pesebres mexicanos cuentan con una variedad de figuras únicas. Estas incluyen algunas plantas y animales nativos de México, como nopales y pavos, mujeres haciendo tortillas, peces en un río (en referencia a un villancico mexicano popular), un gallo cantando (en relación con Nochebuena) e incluso imágenes de Lucifer ocultándose en las sombras (una referencia a las pastorelas).
Los pesebres se encuentran en todos los tamaños y complejidades. Los belenes a gran escala llegan a ser bastante elaborados, con múltiples paisajes e incluso pueblos enteros. Generalmente, comienzan con papel marrón resistente con como base, este se arruga para simular un paisaje, a veces con el apoyo de muchas capas para dar varios niveles. Sobre esta base, se utilizan musgo, aserrín, arena, papeles de colores, pintura y muchas otras cosas para recrear los desiertos, las praderas, los ríos y los lagos. Sobre estos se colocan una gran variedad de estructuras y figuras como casas, iglesias, pozos, vendedores con carritos de frutas y verduras, niños jugando, músicos, bailarines, gente cocinando alimentos, etc., todos alrededor del centro, en el que se encuentra la Sagrada Familia. El pesebre de la iglesia principal de Chapala ha presentado imágenes de todo el mundo, incluso zapatos de madera, un iglú, figuras que representan a la gente africana y hasta animales exóticos.

## La Pastorela

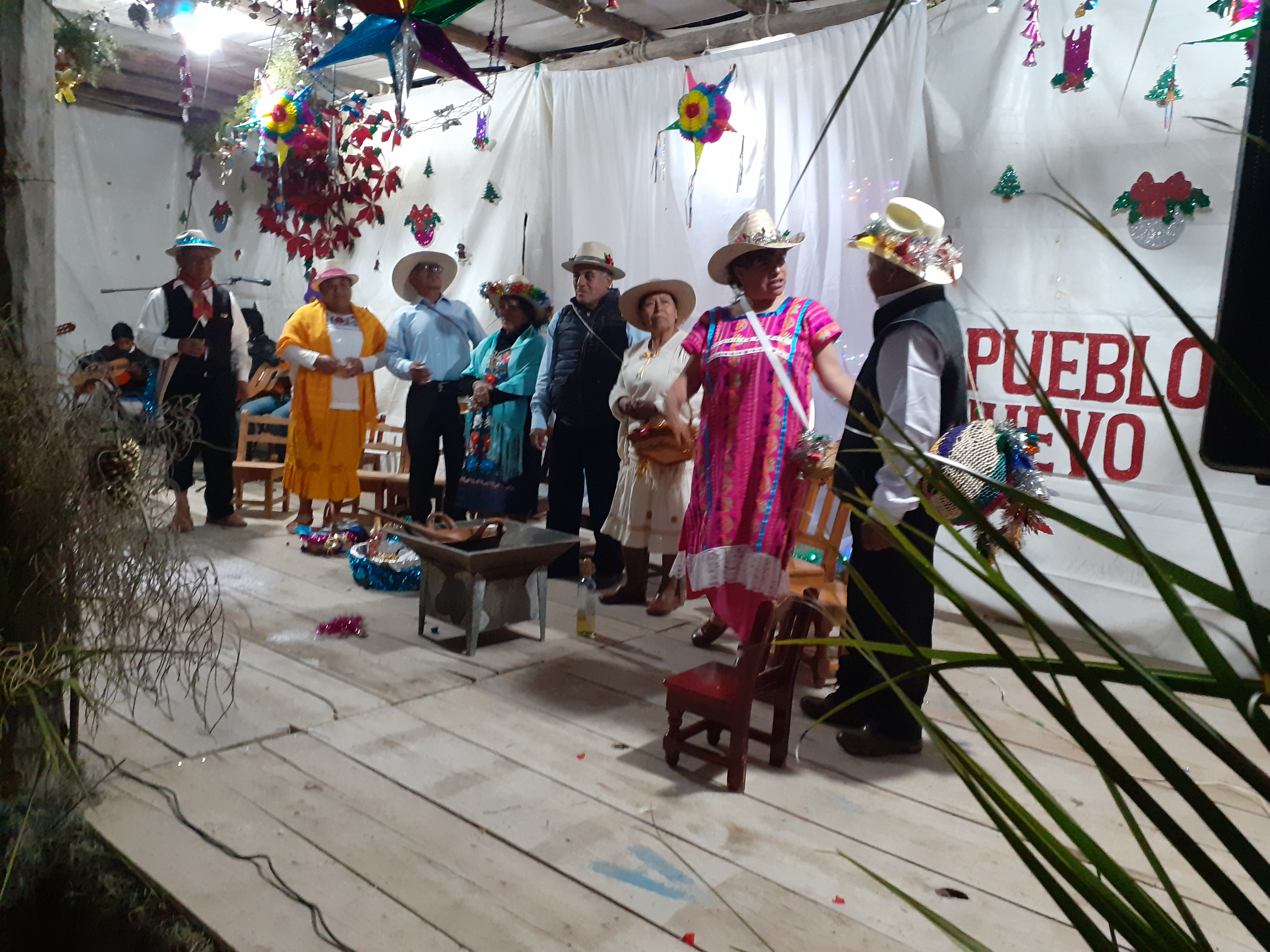
Una pastorela en San Juan Achiutla, Oaxaca

La Pastorela, el cual se traduce en inglés como "shepherds' plays", son obras teatrales presentadas por grupos de aficionados y profesionales en la temporada navideña. La primera pastorela en el Nuevo Mundo ocurrió a principios del siglo XVIII con el establecimiento de las primeras misiones españolas. Se desconocen sus orígenes, a excepción de lo comunicado oralmente en España durante la época medieval europea. En 1718, los españoles que se asentaron a lo largo del río San Antonio, establecieron una misión, obligando a los habitantes nativos a mudarse a nuevos asentamientos muy cerca a la iglesia. El propósito original de estos actos era para facilitar la conversión de los nativos a la fe católica. Poco después, establecieron un asentamiento militar español al otro lado del río. En 1731, un grupo de colonos españoles procedentes de las islas Canarias se asentaron cerca de estas dos comunidades, a lo largo del río incluso. De estas tres comunidades surgió lo que hoy en día se conoce como el área de San Antonio.
En ese momento, había tres clases sociales en la región de San Antonio; los colonos de élite españoles, familias de clase media mexicanas y trabajadores pobres mexicanos. El surgimiento de clases sociales es vital en la comprensión de las tradiciones Pastorales; esto tuvo lugar en la época de la llegada de los colonos blancos que poseían el ideal del destino manifiesto.
Originalmente en la España medieval, esta obra se interpreta totalmente en español. No fue hasta mediados del siglo XX en la que se utilizó a un traductor, y no fue hasta 1913 que las presentaciones de Los Pastores llegaron a Texas. "Entre 1893 y 1953 se descubrieron al suroeste de Estados Unidos y en México al menos ciento veinticinco interpretaciones de una obra en relación con el nacimiento de Cristo". Fueron desarrollados originalmente como una herramienta didáctica para enseñar el cuento de Navidad.

### La historia
Los Pastores se considera una obra de teatro navideña y se ha presentado en Nochebuena desde su primera función registrada en 1721. En la obra, los pastores conocen al arcángel Miguel y parten a un viaje con el objetivo de conocer a Jesús. En su camino se topan con un ermitaño, el personaje cómico en la obra. A menudo porta cruces hechas de mazorcas de maíz y se burla del público constantemente. Los pastores y el ermitaño se duermen y son tentados por el diablo, al que llaman Luzbel, y sus demonios, quienes al final intentan guiarlos al infierno en lugar de al niño Jesús. Los pastores no pueden ver a los demonios, pero el ermitaño al llevar un rosario puede verlos. El Arcángel se enfrenta a los Demonios, los derrota y los arroja de vuelta al infierno. Los pastores finalmente llegan con Jesús y la congregación se les une en un himno para alabar el nacimiento de Jesús.

### Ensayos y actuaciones
El ensayo de esta obra no fue consistente; Al momento que los participantes compartieron historias y hacer recuerdos fue el aspecto más importante del desarrollo de estos espectáculos. Al final la producción no fue vista como algo de gran importancia en la comunidad. Estas no son producciones profesionales y la finalidad era simplemente que la comunidad se reuniera para contar la historia de Jesús. El guion suele ser improvisado por los actores y varía enormemente. Esta obra puede llegar a incluir chistes, burlas, jergas, canciones, humor obsceno, discusiones, cigarrillos, tequila e incluso prostitutas, enfocándose en la interacción y la lucha contra Satanás y sus trucos principalmente.
Las obras más tradicionales se encuentran en las zonas rurales. Hay varias versiones, dependiendo si se enfoca en el viaje de María y José a Belén, batallas entre el Arcángel Miguel y el Diablo o el registro ante las autoridades. Algunos incluso contienen temas feministas.

## Festín de la Virgen de Guadalupe
La temporada navideña empieza con celebraciones en honor a la Virgen de Guadalupe, patrona de México. Desde el 3 de diciembre comienza una novena que dura nueve días en honor a la Virgen de Guadalupe, esta termina el 12 de diciembre, un día de fiesta. El evento más importante relacionado con esta época es la peregrinación a la basílica de Santa María de Guadalupe al norte de la Ciudad de México, las personas van a presentar sus respetos en múltiples medios de transporte, desde aviones hasta bicicletas incluso caminando. Esta peregrinación se realiza con un gran número de católicos mexicanos, sin importar raza o clase social. Por ejemplo cientos de miembros de la ascendencia mexicana japonesa (que es principalmente católica) realizan la peregrinación en kimono cada año.
En el área y alrededor de la basílica se llena de luces, fuegos artificiales y gente proveniente de pueblos indígenas bailando en la noche del 11 de diciembre y esto continúa hasta el día siguiente. La imagen de la Virgen María es venerada en México de diferentes formas. Por ejemplo, en la ciudad de Oaxaca en el Parque Llano en el día 11 de diciembre, varios niños pequeños van vestidos como Juan Diego en la iglesia para ser bendecidos allí. Muy temprano a la mañana del día 12, el santuario resuena con el canto de Las Mañanitas a la Virgen María en un concierto a medianoche, en el cual participan muchos cantantes. Las misas se llevan a cabo tanto en la Basílica como en todas las parroquias comunitarias de México.

## Las Posadas

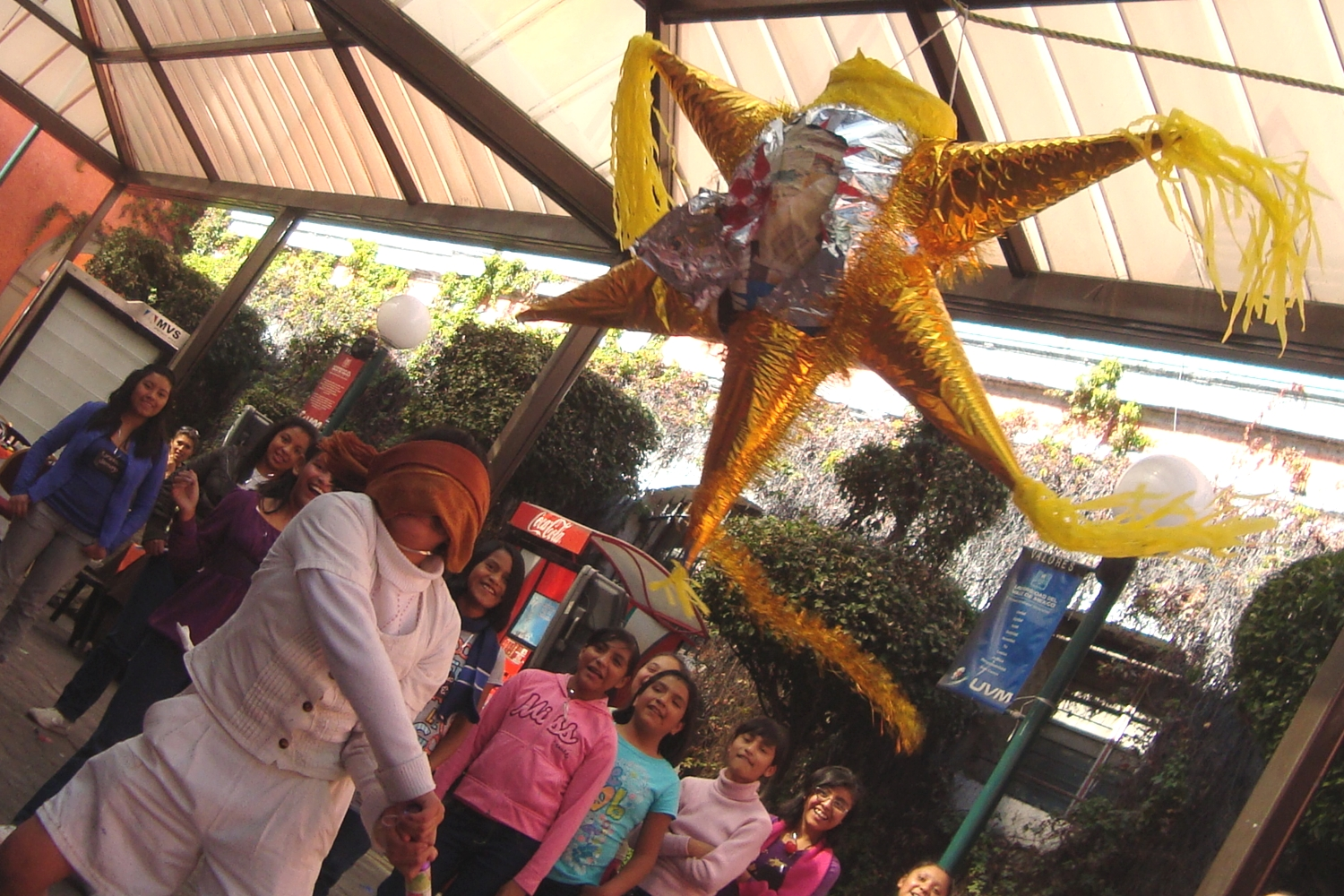
Rompiendo una piñata en una Posada

Desde el 16 hasta el 24 de diciembre se realizan varias procesiones y fiestas llamadas Las Posadas. Para muchos niños, esta es la parte que más esperan en la temporada navideña. Esta tradición fue iniciada por los evangelistas españoles para enseñarle a los indígenas la historia de Navidad y al parecer también lo hicieron para suplantar los rituales relacionados con el nacimiento del dios Huitzilopochtli.
Hoy en día, se suelen realizar en zonas rurales y en los barrios de clase baja. La primera parte consta de una procesión. La versión más tradicional consiste en salir por nueve noches hacia una iglesia al anochecer. Una niña y un niño son elegidos para disfrazarse e interpretar a María y José, a veces con María montada en un burro. El resto de la procesión lleva velas, faroles de papel y/o bastones decorados y, a menudo, un pesebre vacío. Si nadie va disfrazado como María y José, generalmente lleva un belén en la procesión en tal caso.
Generalmente Las Posadas tiene como objetivo mantener los vínculos comunitarios con el barrio. Por ejemplo en un barrio, durante la procesión cuando se llega a una casa y se dividen en dos grupos. La mitad se queda afuera y cantando una canción tradicional para pedir refugio. El otro canta en respuesta desde adentro y así la ceremonia termina con todos adentro. Otro ejemplo es que en la procesión vayan cantando en tres casas, dos de las cuales "rechazan" la fiesta hasta que la tercera casa acepta.
La piñata empezó como un medio el cual los evangelistas enseñaban las creencias cristianas a los nativos. La piñata tradicional en forma de estrella los niños la rompen durante las Posadas. Al igual que la procesión, la piñata mexicana tiene un significado simbólico y didáctico. El recipiente representa a Satanás, quien encierra todo lo bueno del mundo dentro de sí, decorados para atraer a la gente. Tradicionalmente, los siete puntos representan los siete pecados capitales. El palo representa la fe cristiana para vencer el mal y liberar el tesoro para todos.
Después de la piñata, se sirve comida que puede tener tamales, atole, buñuelos y ponche, que se elabora con frutas como: tejocote, guayaba, ciruela, mandarina, naranja y/o ciruela pasa, endulzado con piloncillo, una especie de azúcar morena, condimentado con canela o vainilla. Para los adultos se suele servir ron o tequila. Las recetas de ponche varían mucho en México. La versión de Colima suele incluir leche, azúcar, hojas de naranja, vainilla y coco rallado.
Al final de la posada, los invitados reciben un pequeño regalo también conocido como aguinaldo, generalmente un paquete lleno con galletas, frutas frescas y/o secas y dulces. Luego cantan villancicos. Una tradición muy antigua la cual es que se cante el canto cerca del belén, en el que se encuentra al Niño Jesús recién nacido.

## Nochebuena y Día de Navidad

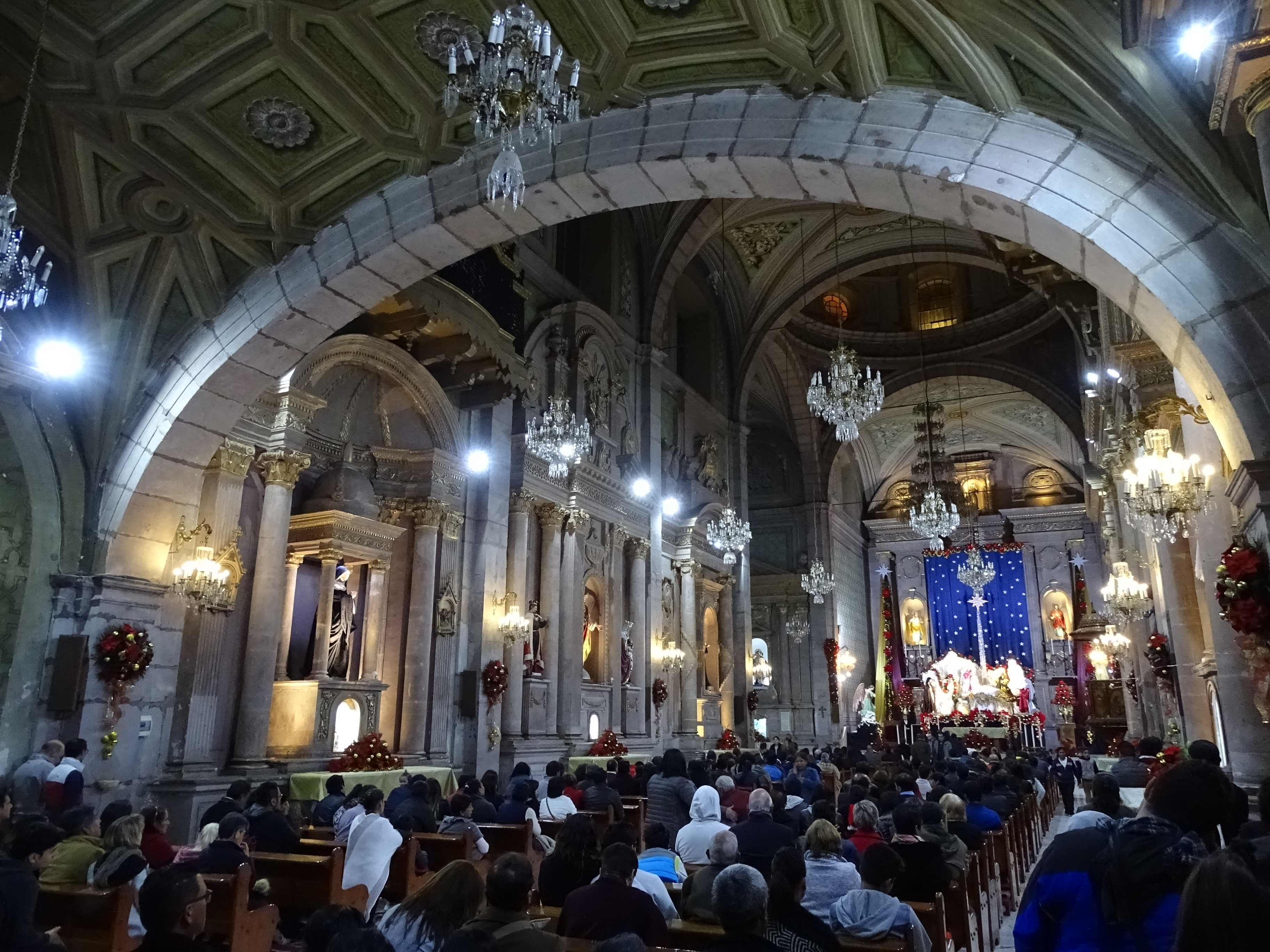
Misa de Nochebuena en la ciudad de Querétaro

La última posada es antes del anochecer de Nochebuena. Lo que sigue es una misa en la noche llamada Misa del Gallo. Se originó hace unos seis años después de la llegada de los españoles cuando el padre Pedro de Gante inicio la celebración de Navidad con una misa nocturna. El nombre proviene del nacimiento de Cristo el cual se anunciaba con el canto de un gallo. La celebración se popularizó entre los pueblos indígenas que recién se habían convertido, debido a la incluísion elementos de algunas antiguas celebraciones a la deidad azteca Huitzilopochtli, tales como la inclusión de elementos como fuegos artificiales, antorchas, bengalas y juegos, además de comida y baile.
Después de la misa, hay una fiesta de medianoche tradicional. Los platos incluyen bacalao seco reconstituido y cocinado con cebolla, salsa de tomate, aceitunas y más. Otro es el romerito, un platillo de tono verdoso servido con mole o salsa pepita, papas y, a veces, camarones secos. El plato más lujoso en el menú antes era el cochinillo, pero ha sido sustituido en su mayoría por el pavo o el jamón. Después de cenar, los adultos se reúnen para tomar ponche o sidra y los niños juegan con bengalas o Luces de Belén.
Los regalos de Navidad se abren plena medianoche. El resto del día de Navidad es tranquilo mientras las familias descansan de las festividades de la noche, a menudo comen las sobras de la cena de medianoche.

## Los Santos Inocentes
El 28 de diciembre se celebra el Los Santos Inocentes o el Día de los Inocentes. Originalmente se llamaba Los Santos Inocentes para conmemorar a los niños asesinados por orden del rey Herodes para evitar la llegada de Cristo. También se dice que en este día se puede pedir prestado cualquier cosa y no tener que devolverlo luego. En el siglo XIX, se planeaban unas elaboradas artimañas para hacer que los crédulos prestaran cosas en ese día. Si lo lograba, el bromista saldría victorioso y enviaría una nota al prestamista y un regalo de dulces o pequeños juguetes en memoria de los niños asesinados por Herodes en la nota se decía "Inocente palomilla que te dejaste engañar, sabiendo que en este día, No se debe prestar nada." Luego se convirtió en un día de bromas en general. Esto incluye a los periódicos que publican en ocasiones historias falsas y descabelladas. Recientemente se ha celebrado en línea en los últimos años.

## Víspera de Año nuevo
La víspera de Año Nuevo llega durante esta época. Se celebra muy parecido a la mayoría del mundo, con algunas excepciones. Un detalle notable es la de comer doce uvas junto con las doce campanadas del reloj a medianoche (una tradición que comparte con otros países latinos), para traer suerte en cada mes del año siguiente. Los fuegos artificiales son habituales y las festividades pueden incluir disparos al aire. En algunas zonas de Veracruz, el día 31 de diciembre se homenajea a los hombres mayores con la Fiesta del Hombre Viejo.

## Día de Reyes (Epifanía)
El siguiente gran evento de la temporada navideña es la Epifanía o también llamada el Día de los Tres Reyes Magos. Este día se celebra cuando los Tres Reyes Magos llegaron a visitar al Niño Jesús con regalos después de nacer. En la noche del 5 de enero es común que los niños dejen un zapato en la puerta, por donde entrarán los Reyes Magos, aunque esto no se algo que se hace en todo México.
Otra costumbres es enviar la nota al cielo en un globo. En el interior hay una nota que explica por qué han sido buenos o malos niños ese año y que regalos les gustaría recibir si los merecen. Por la mañana, después de abrir los regalos, se sirve una rosca. Un pan dulce en forma de neumático que se hornea con frutos secos y en alguna de estas posee en su interior diminutas imágenes del niño Jesús. Quien encuentre una de estas figuras en su porción deberá ofrecer tamales en la Fiesta de la Candelaria el día 2 de febrero. La rosca se sirve con tamales (mexicanos) y atole.

## Fiesta de la Candelaria
La fiesta de la Candelaria se celebra el 2 de febrero, y se conmemora la presentación del Niño Jesús al templo. En este día la gente trae una imagen del Niño Jesús para ser bendecido. Esta imagen va vestida de manera elaborada, normalmente con trajes de bautizo, pero también han aparecido muchos otros disfraces estos días. Luego se reparten tamales y atole, adquiridos por las personas que encontraron las imágenes de Jesús en miniatura el 6 de enero 

## Tradiciones de la temporada navideña regional
Existen varias costumbres regionales de la temporada navideña. En Alvarado y Tlacotalpan se realiza la Fiesta Negrohispana, una celebración a la identidad africana en México que se celebra desde el 16 hasta el 24 de diciembre.
En Oaxaca, un importante evento es la fiesta a la patrona del estado, Nuestra Señora de la Soledad, celebrado el día 18 de diciembre. En esta celebración se honra con procesiones o calendas, además de carros alegóricos y disfraces. En la celebración se sirve buñuelos, un pastel frito cubierto de azúcar. En las zonas costeras, su imagen suele llegar a la costa en barco, acompañada de otras embarcaciones con bandas de musicales.
En la ciudad de Oaxaca, el 23 de diciembre, se lleva a cabo La Noche de los Rábanos. Unos rábanos de gran tamaño son tallados en figuras elaboradas. Originalmente eran para los belenes pero hoy en día se realiza un gran concurso en el que las verduras son talladas en todo tipo de figuras.
En la demarcación de Xochimilco en la Ciudad de México, el día 6 de enero es muy importante debido a que la imagen más famosa del Niño Jesús, el Niñopa, se le será entregado al siguiente "anfitrion" o familia que cuidará la imagen de más de 400 años durante todo ese año. En el barrio de Nativitas se celebra el desfile de los Reyes Magos, a veces se celebra con camellos de verdad.